# Якубов Чингиз Февзійович
Чингиз Февзійович Якубов (рос. Якубов Чингиз Февзиевич, крим. Çingiz Fevzi oğlu Yaqubov; нар. 5 травня 1972, Ташкент) — український та російський колаборант, учений. Ректор Кримського державного інженерно-педагогічного університету (з 2016 року). Кандидат технічних наук.
Автор понад 60 наукових праць, 2 монографій, 1 винаходу та 6 деклараційних патентів. Підготував одного кандидата технічних наук.

## Біографія
Народився 5 травня 1972 року в Ташкенті. Батько Февзі Якубов (1937—2019) — ректор Кримського державного інженерно-педагогічного університету (1993—2016), Герой України (2004).
Із 1989 року по 1994 рік навчався в Ташкентському державному технічному університеті за спеціальністю технологія машинобудування, отримавши кваліфікацію «інженер-механік».
У 1995 році почав працювати в Кримському державному інженерно-педагогічному університеті викладачем кафедри суспільних дисциплін.
1998—2001 — очна аспірантура Харківського політехнічного інституту.
Із 2001 року викладач кафедри технології машинобудування КІПУ.
У 2004 році захистив у ХПІ кандидатську дисертацію на тему: «Підвищення зносостійкості швидкорізальних інструментів шляхом спрямованої трансформації їх початкових властивостей».
Із 2005 року старший викладач кафедри технології машинобудування КІПУ.
Із вересня 2005 року доцент кафедри технології машинобудування КІПУ.
У 2007 році рішенням Президії Верховної Ради Криму отримав науковий грант за проект «Спосіб мінімізованої подачі екологічно безпечних мастильно-охолоджуючих технологічних засобів у процесах механічної обробки металів».
У 2008 року ВАК України присвоїв йому звання доцента кафедри інтегрованих технологій машинобудування Харківського політехнічного інституту.
2009—2012 — докторант кафедри інтегрованих технологій машинобудування ХПІ.
У 2012 році німецькою мовою захистив дисертацію в магдебурзькому університеті й отримав ступінь доктора-інженера.
У 2014 році став завідувачем кафедри технології машинобудування КІПУ.
Із листопада 2016 року Якубов став ректором КІПУ, змінивши на цій посаді свого батька.
У 2018 році увійшов до Ради кримськотатарського народу при Главі Республіки Крим.
8 вересня 2019 року обраний депутатом Державної ради Республіки Крим за списком партії Єдина Росія.

## Родина
Одружений, виховує чотирьох дітей.